# 수자원

자연 습지대

지구 물의 분포 그림

수자원(水資源, 문화어: 물자원)은 사람에게 실질적으로나 잠재적으로 쓸모있는 물의 원천을 가리킨다. 농업, 산업, 가정, 레크리에이션, 환경적인 활동에 물이 이용된다. 실질적으로 모든 사람에게는 깨끗한 물이 필요하다.
지구 위의 물 가운데 97퍼센트는 해수(소금기가 있는 물)이고, 나머지 3%만이 담수(민물)이며, 그 가운데 3분의 2 이상이 빙하로 얼어 있거나 극 만년설에 있다. 나머지 얼지 않은 민물은 주로 지하수이며 매우 작은 양의 민물이 공기나 땅 위에 존재한다.
민물은 재생가능자원이지만 전 세계의 깨끗한 민물의 공급은 꾸준히 줄고 있다. 물 수요는 이미 세계의 많은 지역에서 초과 공급을 겪고 있으며 세계 인구가 꾸준히 늘면서 물 수요도 그만큼 커지고 있다. 생태계 서비스를 위한 물의 보존에 대한 국제적인 중요성이 최근에 강조되고 있다. 수자원을 이용자에게 할당하는 구조를 수리권이라고 한다.

## 수자원 현황

### 대한민국
한국은 PAI가 정한 물 스트레스 국가로서, 1인당 사용할 수 있는 물의 양이 제한되어 있다. 게다가 한국의 지형학적 특징상 산악지대가 많아 하천의 길이가 짧기 때문에 물이 금방 바다로 흘러들어가, 수자원 관리에 상당한 어려움이 있다. 또한 대부분의 강수가 6~9월에 집중되는 것도 한국의 수자원 관리에 어려움을 주고 있다.
한국의 한 해 총 강수량 1267억m²가운데 45%(570억m²)는 증발되어 이용할 수 없으며, 또한 총 강수량의 31%(396억m²)는 그대로 바다로 흘러들어간다. 따라서 우리가 실제 사용하고 있는 물의 양은 나머지 24% 정도이다.
대한민국은 하천법 23조에 따라 수자원 관련 국가 최상위 계획으로 '수자원장기종합계획'을 20년 단위로, 하천법 25조에 따라 '하천기본계획'을 10년 단위로 수립하여 수자원을 관리하고 있다. 수자원장기종합계획의 변화는 다음과 같다.
| 구분                         | 계획기간  | 계획 기조 및 기본 목표 |
| ---------------------------- | --------- | --- |
| 수자원개발 10개년 계획 (1차) | '66 - '75 | 다목적 댐 개발 - 농업용 저수지 개발을 통한 농업용수 안정적 공급 - 증가하는 전력수요에 대비, 단일목적 수력발전댐 개발 - 4대강 유역조사                                                          |
| 수자원장기종합개발계획 (2차) | '81 - '01 | 댐 개발 및 치수사업 - 안정적 물 공급 위한 다목적댐, 용수전용댐, 하구둑 건설 - 재해 경감, 국민생활 안정 위한 하천정비 사업추진 가속화 - 탈 석유정책에 부응한 수력에너지 증대                    |
| 수자원장기종합계획 (3차)     | '91 - '11 | 수자원 개발 및 관리 - 전국적 물 공급 안정화 - 홍수재해 방지, 쾌적한 수변환경 조성 - 수자원 관리 합리화 및 조사 연구 활성화                                                                     |
| 수자원장기종합계획 (3-1차)   | '97 - '11 | 환경친화적 수자원 개발 및 관리 - 3차와 동일 |
| 수자원장기종합계획 (4차)     | '01 - '20 | 건전한 물 활용과 안전하고 친근한 물 환경 조성 - 건전하고 안정된 물 이용 - 홍수에 강한 사회기반 형성 - 자연과 조화된 하천환경 형성                                                              |
| 수자원장기종합계획 (4-1차)   | '06 - '20 | 사람과 자연이 바라는 지속가능한 물 관리 - 국민과 자연에 깨끗하고 충분한 물 공급 - 홍수에 대한 사회적 대응력 강화 - 자연과 인간이 어울려 사는 하천환경 복원 - 수자원 정보 고도화 및 기술 선진화 |
| 수자원장기종합계획 (4-2차)   | '11 - '20 | 2020 녹색국토를 위한 물 강국 실현 - 사람과 자연에 맑고 충분한 물 공급 - 기후변화에 안전한 국토기반 구축 - 생명이 살아있는 물 환경 조성 - 물 관련 기술 선진화 - 수자원 미래과제 선제 대응       |

2016년 국토교통부가 작성한 수자원장기종합계획 4-3차 보고서에 따르면 환경기초시설이 지속적으로 확충되며 수질이 개선되고 있으나 최근 수질개선 정도는 과거에 비해 둔화되었다. 114개 중권역 중 BOD 3mg/L 이하 달성 비율은 2015년 83.3%이다. 총 인(T-P)은 개선되고 있으나 대부분 지역에서 OECD 부영양화 기준인 T-P 0.035mg/L를 초과하고 있다. 클로로필-a 지표는 개선 추세이나 영산강 하류 구간은 악화되었다. 국무총리실 4대강 조사평가위원회에서 2014년 12월 발표한 바에 따르면 한강, 낙동강, 금강은 대체로 BOD, 식물성 플랑크톤이 감소하였다. 그러나 낙동강 상류 지역 4개 보 구간은 BOD가 증가했고, 영산강은 식물성 플랑크톤이 증가했다. 4대강 사업으로 인해 환경기초시설이 늘어나면서 하수 인 제거가 수질 개선에 큰 기여를 했으나, 보와 준설로 인해 물의 체류시간이 길어져서 수질 악화도 함께 일어났다.

## 같이 보기
- 물의 순환
- 가상수
- 국제물제휴
- 국제물학회
- 국제수문지질학회
- 한국의 강

## 참고 자료
- 국토교통부 (2016). 《수자원장기종합계획 4-3차》.